# Semiramus Corona
La Semiramus Corona è una struttura geologica della superficie di Venere.